# Microweisea misella
Microweisea misella – gatunek chrząszcza z rodziny biedronkowatych i podrodziny Microweiseinae.

## Taksonomia
Gatunek ten opisany został po raz pierwszy w 1878 roku przez Johna Lawrence’a LeConte’a na łamach „Proceedings of the American Philosophical Society” pod nazwą Pentilia misella. Jako miejsce typowe wskazano Waszyngton w Stanach Zjednoczonych. W 1892 roku Julius Weise wprowadził rodzaj Smilia, do którego przeniósł go w 1895 roku George Henry Horn. Nazwa rodzajowa Smilia okazała się jednak być młodszym homonimem nazwy wprowadzonej w 1833 roku przez Ernsta Friedrich Germara. W związku z tym Theodore D.A. Cockerell zastąpił ją w 1900 roku nazwą Epismilia. Ta również okazała się być młodszym homonimem, tym razem nazwy wprowadzonej w 1861 roku przez Louisa E.G. de Fromentela dla rodzaju jamochłonów. W związku z tym w 1903 roku Cockerell zastąpił ją nazwą Microweisea i stąd obecna kombinacja.

## Morfologia
Chrząszcze o podługowato-owalnym, wyraźnie wysklepionym ciele długości od 0,98 do 1,45 mm i szerokości od 0,7 do 1,05 mm. Wierzch ciała jest nagi. Całe ciało ubarwione jest jednolicie, ciemnobrązowe do smoliście czarnego. Powierzchnia przedplecza jest lekko błyszcząca, w przeciwieństwie do podobnej M. minuta wyraźnie punktowana. Kształt tarczki jest trójkątny. Smukłe odnóża kończą się trójczłonowymi stopami o niezmodyfikowanych pazurkach. Samiec ma silnie niesymetryczne paramery, długi i przekręcony płat środkowy fallobazy oraz prącie o wyraźnie wyodrębnionej kapsule nasadowej. Samica ma spermatekę w kształcie bulwy z wydłużonym szczytem oraz zaopatrzoną w długie, rurkowate infundibulum torebkę kopulacyjną.

## Rozprzestrzenienie
Owad nearktyczny, najszerzej rozsiedlony przedstawiciel rodzaju. W Kanadzie znany jest z południowych rejonów Kolumbii Brytyjskiej, Alberty, Saskatchewan, Manitoby, Ontario, Quebecu i Nowego Brunszwiku. W Stanach Zjednoczonych zamieszkuje Waszyngton, Oregon, Idaho, północną Kalifornię, północną Nevadę, Montanę, Wyoming, północ Utah, Kolorado, północny Nowy Meksyk, Dakotę Północną, Dakotę Południową, Nebraskę, Kansas, Oklahomę, północny i wschodni Teksas, Minnesotę, Iowę, Missouri, Arkansas, Luizjanę, Wisconsin, Michigan, Illinois, Indianę, Ohio, Kentucky, Tennessee, Missisipi, Alabamę, Maine, Vermont, New Hampshire, Nowy Jork, Massachusetts, Connecticut, Rhode Island, Pensylwanię, New Jersey, Delaware, Maryland, Dystrykt Kolumbii, Wirginię Zachodnią, Wirginię, Karolinę Północną, Karolinę Południową, Georgię i północną Florydę. Podawany ponadto z Meksyku.